# Morebilus nipping
Morebilus nipping is een spinnensoort uit de familie Trochanteriidae. De soort komt voor in Queensland.